# Wiersz iloczasowy
Wiersz iloczasowy – system wersyfikacyjny, w którym elementem istotnym metrycznie jest iloczas, czyli czas wypowiadania sylaby. Wiersz iloczasowy opiera się na opozycji sylaba długa – sylaba krótka. W systemie iloczasowym może, choć nie musi, obowiązywać zasada ekwiwalencji sylaba długa = dwie sylaby krótkie. Podstawową jednostką budowy wersu jest wtedy mora, czyli abstrakcyjny odpowiednik sylaby krótkiej. Sylaba długa jest w takim wypadku dwumorowa. Wiersz iloczasowy występował w dawnej metryce greckiej, skąd rozszerzył się również na poezję łacińską. Poza tym iloczasowa zasada ekwiwalencji obowiązywała w klasycznej metryce arabskiej. W poezji polskiej, wobec braku iloczasu, który zanikł ostatecznie pod koniec XV wieku, wiersz iloczasowy nie jest możliwy. Dlatego wzorce iloczasowe poezji antycznej są transponowane na akcentowe (sylabotoniczne) lub czysto sylabiczne. Na przykład polska strofa saficka jest sylabiczna 11(5+6)/11(5+6)/11(5+6)/5.